# القطة تاما
القطة تاما (29 أبريل 1999 - 22 يونيو 2015) (باليابانية たま) قطة انثى من نوع كاليكو. اكتسبت شهرة عندما أصبحت رئيسة محطة ومسؤولة تشغيل في محطة كيشي على خط كيشيجاوا في كينوكاوا، محافظة واكاياما، اليابان.
قررت شركة وكاياما للقطارات تعيين موظفين من الساكنين في محيط كل محطة قطار لتقليل النفقات. وفي 2006 قام المسؤولون بتعيين قطة ضالة تعيش بجوار محطة «كيشي» تُدعى «تاما» كمديرة للمحطة. الفكرة المجنونة تسببت في زيارات هائلة للمحطة وزيادة راكبي القطار بنسبة 17% في أول شهر لتطبيق القرار. وبحسب عدة تقارير فقد تسببت «تاما» في زيادة لدخل المحلي بمقدار 1,1 مليار ين. وتم ترقيتها مرتين مرة في 2008 ومرة في 2010 وأصبح لها مكتب خاص 

## البداية
ولدت تاما في كينوكاوا، واكاياما، ونشأت مع مجموعة من القطط الضالة التي كانت تعيش بالقرب من محطة كيشي. كان «وتوشيكو كوياما» (مدير المحطة في ذلك الوقت) بالإضافة إلى الركاب يقومون بإطعامها بانتظام.

## الوفاة والتكريم
توفيت القطة تاما في مستشفى للحيوانات في محافظة واكاياما في 22 يونيو 2015، بسبب قصور في القلب عن عمر يناهز 16 عامًا (أي ما يعادل حوالي 80 عامًا بمقياس البشر)، بعد وفاتها، جاء الآلاف من معجبيها من جميع أنحاء اليابان لتقديم الاحترام والتقدير. تم تكريمها بجنازة في المحطة طبقا لتقاليد الشنتو ومنحت لقب «مدير المحطة الفخرية الخالدة» بعد وفاتها.